# Obermaiselstein
Obermaiselstein är en kommun och ort i Landkreis Oberallgäu i Regierungsbezirk Schwaben i förbundslandet Bayern i Tyskland.
Kommunen ingår i kommunalförbundet Hörnergruppe tillsammans med kommunerne Balderschwang, Bolsterlang, Fischen im Allgäu och Ofterschwang.